# Station Momalle
Station Momalle is een spoorwegstation langs spoorlijn 36 (Brussel - Luik) in Momalle, een deelgemeente van Remicourt. Het is nu een stopplaats.

## Treindienst
| Serie       | Treinsoort          | Route                                                 | Bijzonderheden                                 |
| ----------- | ------------------- | ----------------------------------------------------- | ---------------------------------------------- |
| S 44        | S-trein Luik (NMBS) | Landen – Borgworm – Momalle – Luik-Guillemins – Wezet | Rijdt in het weekend Landen - Luik-Guillemins. |
| P 7375      | Piekuurtrein (NMBS) | Landen – Momalle – Luik-Guillemins                    | Rijdt alleen op werkdagen.                     |
| P 7490/8490 | Piekuurtrein (NMBS) | Borgworm – Momalle – Luik-Guillemins                  | Rijdt alleen op werkdagen.                     |

## Galerij

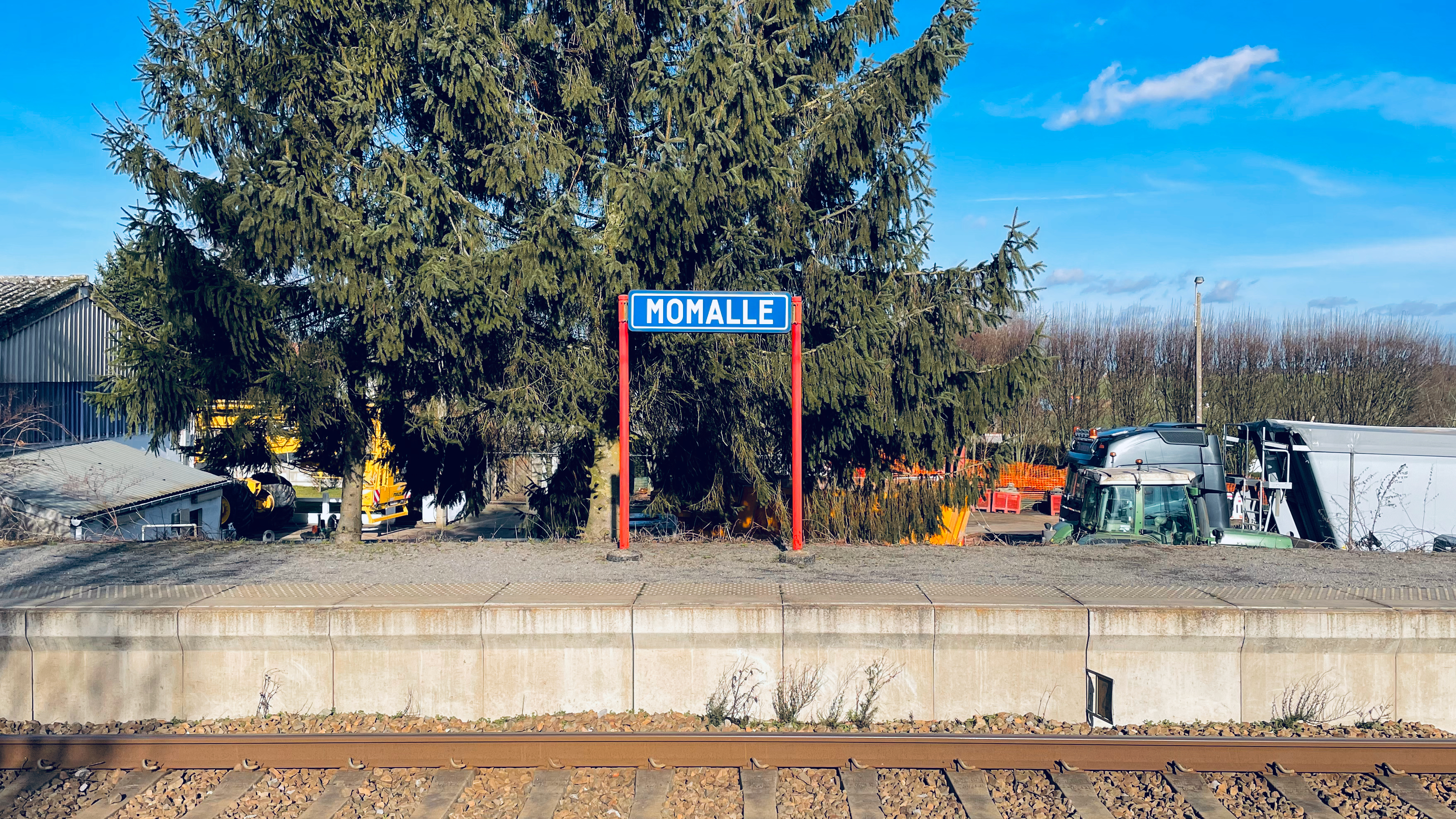
Plaatsnaambord
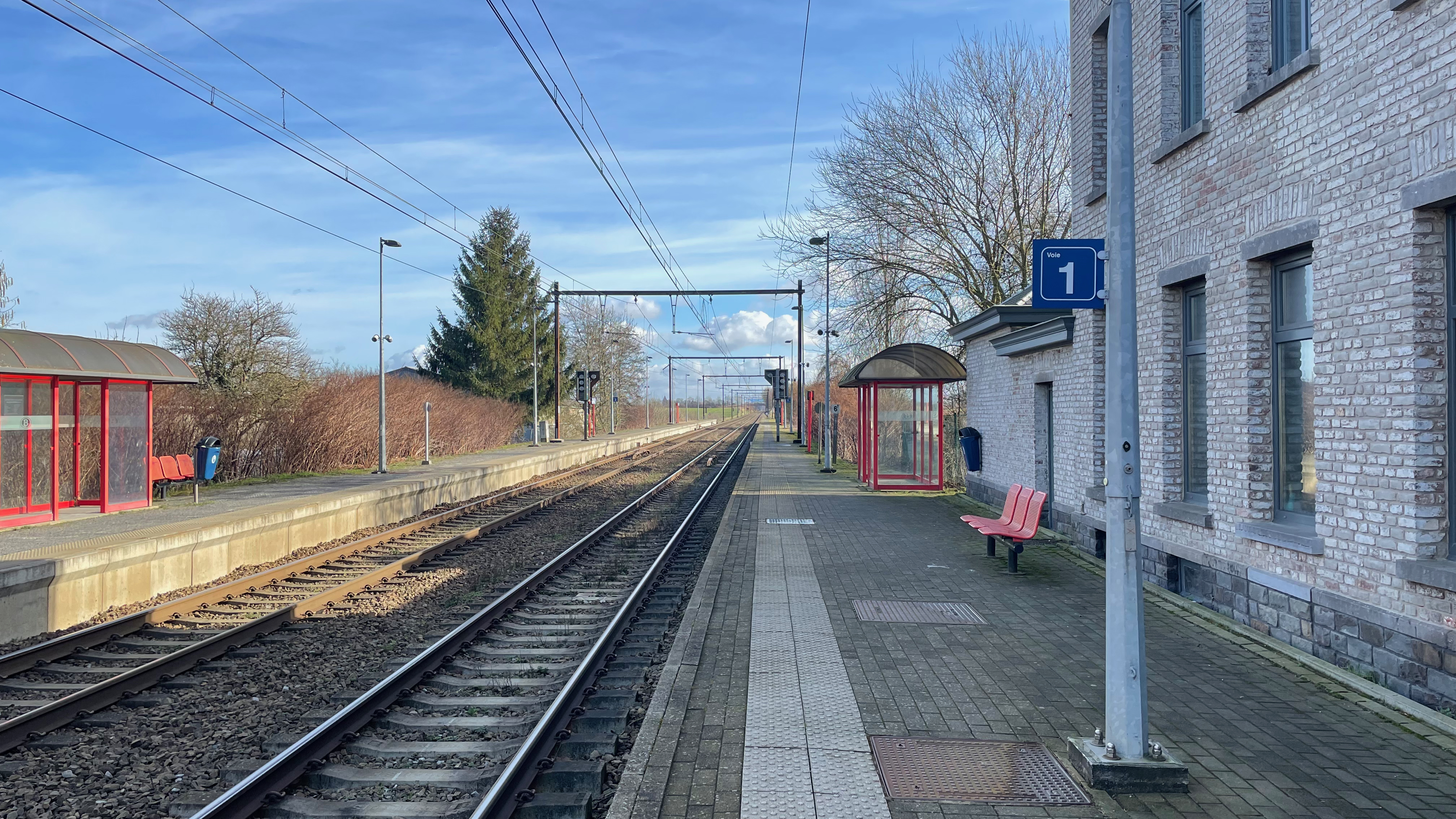
Zicht op het perron

## Reizigerstellingen
De grafiek en tabel geven het gemiddeld aantal instappende reizigers weer op een week-, zater- en zondag.
| Tabel: aantal instappende reizigers station Momalle | Tabel: aantal instappende reizigers station Momalle | Tabel: aantal instappende reizigers station Momalle | Tabel: aantal instappende reizigers station Momalle |
|                                                     | Weekdag                                             | Zaterdag                                            | Zondag                                              |
| --------------------------------------------------- | --------------------------------------------------- | --------------------------------------------------- | --------------------------------------------------- |
| 1977                                                | 140                                                 | 37                                                  | 17                                                  |
| 1978                                                | 92                                                  | 24                                                  | 16                                                  |
| 1979                                                | 73                                                  | 22                                                  | 26                                                  |
| 1980                                                | 108                                                 | 22                                                  | 18                                                  |
| 1981                                                | 102                                                 | 22                                                  | 17                                                  |
| 1982                                                | 84                                                  | 17                                                  | 14                                                  |
| 1983                                                | 96                                                  | 21                                                  | 14                                                  |
| 1984                                                | 85                                                  | 22                                                  | 8                                                   |
| 1985                                                | 100                                                 | 15                                                  | 16                                                  |
| 1986                                                | 89                                                  | 12                                                  | 17                                                  |
| 1987                                                | 66                                                  | 6                                                   | 11                                                  |
| 1988                                                | 87                                                  | 17                                                  | 11                                                  |
| 1989                                                | 70                                                  | 9                                                   | 16                                                  |
| 1990                                                | 68                                                  | 10                                                  | 10                                                  |
| 1991                                                | 84                                                  | 10                                                  | 5                                                   |
| 1992                                                | 64                                                  | 7                                                   | 9                                                   |
| 1993                                                | 83                                                  | 4                                                   | 9                                                   |
| 1994                                                | 72                                                  | 20                                                  | 3                                                   |
| 1995                                                | 45                                                  | 5                                                   | 10                                                  |
| 1996                                                | 83                                                  | 5                                                   | 6                                                   |
| 1997                                                | 78                                                  | 8                                                   | 4                                                   |
| 1998                                                | 58                                                  | 7                                                   | 2                                                   |
| 1999                                                | 83                                                  | 9                                                   | 10                                                  |
| 2000                                                | 112                                                 | 13                                                  | 14                                                  |
| 2001                                                | 65                                                  | 10                                                  | 2                                                   |
| 2002                                                | 66                                                  | 10                                                  | 8                                                   |
| 2003                                                | 70                                                  | 10                                                  | 9                                                   |
| 2004                                                | 75                                                  | 16                                                  | 6                                                   |
| 2005                                                | 82                                                  | 18                                                  | 6                                                   |
| 2006                                                | 59                                                  | 10                                                  | 4                                                   |
| 2007                                                | 91                                                  | 14                                                  | 8                                                   |
| 2008                                                | -                                                   | -                                                   | -                                                   |
| 2009                                                | 94                                                  | 17                                                  | 7                                                   |
| 2010                                                | -                                                   | -                                                   | -                                                   |
| 2011                                                | -                                                   | -                                                   | -                                                   |
| 2012                                                | 100                                                 | 6                                                   | 12                                                  |
| 2013                                                | 109                                                 | 16                                                  | 5                                                   |
| 2014                                                | 100                                                 | 11                                                  | 9                                                   |
| 2015                                                | 80                                                  | 16                                                  | 18                                                  |
| 2016                                                | 112                                                 | 15                                                  | 21                                                  |
| 2017                                                | 108                                                 | 26                                                  | 18                                                  |
| 2018                                                | 82                                                  | 26                                                  | 18                                                  |
| 2019                                                | 111                                                 | 14                                                  | 14                                                  |
| 2020                                                | 93                                                  | 12                                                  | 15                                                  |
| 2021                                                | -                                                   | -                                                   | -                                                   |
| 2022                                                | 122                                                 | 36                                                  | 25                                                  |
| 2023                                                | 113                                                 | 44                                                  | 43                                                  |
| 2024                                                | 113                                                 | 16                                                  | 29                                                  |

0,0: Brussel-Noord ·
2,4: Schaarbeek ·
5,5: Haren-Zuid ·
7,0: Diegem ·
9,4: Zaventem ·
12,0: Nossegem ·
14,7: Kortenberg ·
16,1: Zavelstraat ·
17,8: Erps-Kwerps ·
19,2: Beisem ·
21,1: Veltem ·
24:0: Herent ·
28,8: Leuven ·
34,1: Korbeek-Lo ·
36,1: Lovenjoel ·
40,0: Vertrijk ·
42,0: Roosbeek ·
44,3: Kumtich ·
47,4: Tienen ·
53,8: Ezemaal ·
57,0: Neerwinden ·
60,7: Landen ·
64,0: Gingelom ·
69,0: Jeuk-Rosoux ·
71,5: Corswarem ·
74,5: Waremme ·
77,2: Bleret ·
79,8: Remicourt ·
83,2: Momalle ·
85,4: Fexhe-le-Haut-Clocher ·
87,8: Voroux-Goreux ·
89,9: Bierset-Awans ·
93,4: Ans ·
94,7: Montegnée ·
97,0: Liège-Haut-Pré ·
99,9: Luik-Guillemins